# Protocole de Kyoto
Pour les articles homonymes, voir Protocole.
Lire en ligne

(fr) Le Protocole de Kyoto sur le site de la Convention cadre des Nations unies sur les changements climatiques (CCNUCC)

Le protocole de Kyoto est un accord international visant à la réduction des émissions de gaz à effet de serre et qui vient s'ajouter à la Convention-cadre des Nations unies sur les changements climatiques dont les pays participants se rencontrent une fois par an depuis 1995.
Signé le 11 décembre 1997 lors de la troisième conférence des parties à la convention (COP 3) à Kyoto, au Japon, il est entré en vigueur le 16 février 2005 « au quatre-vingt dixième jour après la date à laquelle au moins 55 parties à la Convention, incluant les parties « Annexe I » qui comptaient en 1990 un total d'au moins 55 % des émissions de CO2 de ce groupe, avaient déposé leurs instruments de ratification, d’acceptation, d’approbation ou d’accession ». « Au 14 janvier 2009, 184 États avaient déposé leurs instruments de ratification, d’accession, d’approbation ou d’acceptation ».
Ce protocole visait à réduire, entre 2008 et 2012, d'au moins 5 % par rapport au niveau de 1990 les émissions de six gaz à effet de serre : dioxyde de carbone, méthane, protoxyde d'azote et trois substituts des chlorofluorocarbones.

## Historique
Le réchauffement climatique est l'augmentation de la température moyenne de la surface terrestre en cours aux XXe et XXIe siècles ainsi que, plus généralement, la modification des régimes météorologiques à grande échelle qui en résulte. L'une comme l'autre sont attribuées aux émissions de gaz à effet de serre d'origine humaine : bien que le climat ait toujours connu des changements (variabilité du climat), depuis le milieu du XXe siècle les activités humaines ont des conséquences sans précédent sur le système climatique de la Terre et provoquent des changements à l'échelle mondiale.
En raison du lien direct avec la politique énergétique, les données scientifiques concernant le réchauffement climatique et les émissions de gaz à effet de serre (et tout particulièrement le CO2) ont été très controversées. Afin d'asseoir les débats sur une base scientifique solide et indépendante, le Groupe d'experts intergouvernemental sur l'évolution du climat (GIEC) a été créé en 1988 par l'Organisation météorologique mondiale et le Programme des Nations unies pour l'environnement. Le GIEC réunit les plus grands scientifiques mondiaux sur la question du climat. Sa mission générale est de procéder à un examen critique de la littérature scientifique mondiale publiée, afin d’en dégager une synthèse pertinente pour éclairer les décideurs. Le GIEC publie des rapports environ tous les cinq ans. Grâce à lui, les connaissances scientifiques sur le changement climatique ont été largement relayées vers l'opinion publique.
Le GIEC a produit quatre rapports d'évaluation[Passage à actualiser] :
- en 1990 le rapport déclarait que « la détection grâce aux différentes observations d'une augmentation sans ambiguïté de l'effet de serre est peu probable dans les prochaines décennies ou plus »[2].
- en 1995, un nouveau rapport a conduit au protocole de Kyoto. Ce rapport précise que « l'étude des preuves suggère une influence détectable de l'activité humaine sur le climat planétaire »[3].
- en 2001 il est déclaré que : « Il y a des preuves solides que la tendance au réchauffement climatique observée ces cinquante dernières années est attribuable à l'activité humaine. »[4].
- en février 2007, le nouveau rapport du GIEC conclut que l'essentiel de l'accroissement constaté de la température moyenne de la planète depuis le milieu du XXe siècle est « très vraisemblablement » dû à l'augmentation observée des gaz à effet de serre émis par l'Homme. Le taux de certitude est supérieur à 90 %, contre 66 % en 2001[5].

### Négociations

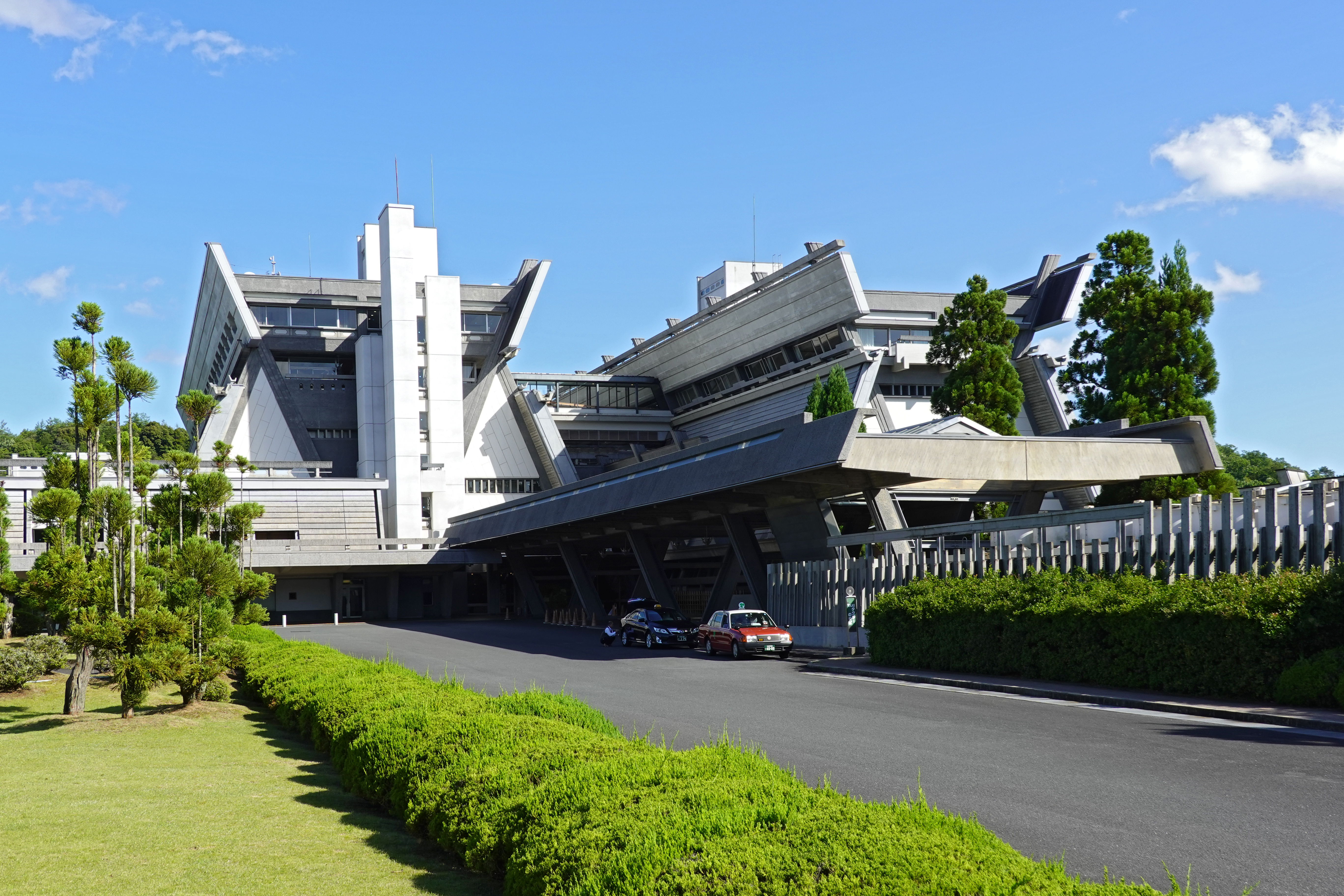
Le Kyoto International Conference Center (en 2023), où a eu lieu la COP3.

Entre les 1er et 12 décembre 1997, l'ouverture des premières négociations a lieu à Kyoto (lors de la 3e Conférence des Nations unies sur les changements climatiques) ; elles continuent à Buenos Aires entre les 2 et 14 novembre 1998 à la 4e Conférence des Nations unies sur les changements climatiques où « les États-Unis tentent d'accélérer la mise en œuvre des permis d'émission négociables. Ils s’opposent à tout compromis, et signent mais ne ratifient pas le Protocole de Kyoto ».
À Bonn, entre le 25 octobre et le 5 novembre 1999, les représentants de 163 pays débattent de la mise en œuvre du protocole lors de la 5e Conférence sur les changements climatiques.
La 6e conférence à La Haye (13-24 novembre 2000) voit la confrontation entre les États-Unis (avec ses alliés : Canada, Australie, Nouvelle-Zélande, Japon) et l'Union européenne.
Plusieurs « camps » étaient discernables lors de l'ouverture du Protocole de Kyoto :
- Le Carbon Club, dont les « Juscanz » (Japon, États-Unis, Canada, Australie, Nouvelle-Zélande), les membres de l'OPEP (opposés à l’instauration de quotas), la Russie et la Norvège ;
- L’Union européenne, la plus active en matière de défense environnementale ;
- Certains pays potentiellement menacés par la montée des eaux : Pays-Bas, petites îles et archipels du Pacifique ;
- Le « G77 » qui regroupe actuellement 130 pays en voie de développement.

Durant les négociations, les représentants du Carbon Club auraient fait pression sur les pays en développement, réclamant l’égalité des devoirs en matière d’adoption des quotas d’émission. Cependant, cette demande a paru disproportionnée pour des pays en voie d’industrialisation, venant de la part des pays majoritairement responsables des émissions de gaz à effet de serre.[réf. nécessaire]
Ainsi, l’accord final proposait des quotas de réduction d’émission revus à la baisse, avec une option prévoyant la revente de « droits d’émission » entre pays riches et pays du G 77 notamment.
À la conférence de Bonn (juillet 2001) reprise des négociations de la 6e conférence, pendant laquelle plusieurs mesures concrètes sont approuvées.
La 7e conférence du 29 octobre-10 novembre 2001, se conclut par les accords de Marrakech qui présentent la traduction juridique des règles de mise en œuvre du Protocole de Kyoto.
La 8e conférence (COP 8) s'est tenue en Inde à New Delhi en 2002.
La 9e conférence (COP 9) s'est tenue à Milan (Italie) en 2003.
La 10e conférence (COP 10) s'est tenue à Buenos aires (Argentine) en 2004.
La 11e conférence des parties à la convention climat (COP 11) s'est tenue à Montréal en 2005 (voir ci-dessous processus de Montréal). Cette conférence a vu l'entrée en vigueur du protocole de Kyoto à la suite de la ratification russe, elle a aussi tenu lieu de première conférence des parties au protocole de Kyoto (COP MOP 1).
La 12e conférence (COP 12) s'est tenue à Nairobi (Kenya) du 6 au 17 novembre 2006.
La 13e conférence (COP 13) s'est tenue à Bali (Indonésie) du 03 au 14 décembre 2007. Il a été question notamment lors de cette conférence de tracer une feuille de route des discussions pour prolonger le protocole de Kyoto au-delà de 2012.

### Mécanismes de flexibilité du Protocole de Kyoto
Les engagements souscrits par les pays développés sont ambitieux. Pour faciliter leur réalisation, le protocole de Kyoto prévoit, pour ces pays, la possibilité de recourir à des mécanismes dits « de flexibilité » en complément des politiques et mesures qu’ils devront mettre en œuvre sur le plan national.
Les mesures prises à l'intérieur des États doivent constituer une part importante de l’effort de réduction, le recours aux mécanismes du protocole ne venant qu’en supplément : échanges internationaux de permis d’émission, mise en œuvre conjointe, mécanisme de développement propre (MDP), qui permettent aux pays industrialisés de bénéficier de crédits-carbone résultant d'investissements en technologies propres dans des projets de réduction d'émissions de GES à l'extérieur de leur zone géographique.
Un fonds d’adaptation de la Banque mondiale est créé pour financer les projets et programmes d’adaptation aux changements climatiques des pays qui ratifient le protocole. Théoriquement, ce sont des mécanismes de subsidiarité, qui doivent servir de compléments à des politiques nationales de lutte contre les émissions afin d’assurer une flexibilité à l’ensemble du système.
Ces mécanismes sont au nombre de trois.

#### Mécanisme des permis négociables
Il s’agit d’un système de marché de permis d’émission.
Principal mécanisme prévu par le Protocole de Kyoto, le mécanisme des permis négociables vise à encourager le plus rapidement possible l’amélioration des systèmes de production les plus polluants et les moins efficaces.
Tout effort de réduction des émissions dans de tels systèmes aura en effet un faible coût comparé à un effort de réduction dans un système déjà performant. La marge bénéficiaire, fruit de la revente des permis, reviendra donc dans un premier temps essentiellement à ceux qui amélioreront les structures les moins efficaces et les plus polluantes.
Il est donc rationnel que plusieurs pays s’accordent pour maîtriser les émissions de CO2 au meilleur rapport efficacité/prix, c’est-à-dire là où les réductions d’émissions sont les moins coûteuses.
Plusieurs marchés de permis d'émission ont été mis en place à l'échelle d'entreprises, de groupes d'entreprises, ou d'États.
Un système européen d'échanges de permis a vu le jour en 2005. À partir de 2008, il devait s'insérer dans le marché mondial prévu dans le Protocole de Kyoto.

#### Mécanisme de développement propre
Le mécanisme de développement propre (MDP) a été créé dans le cadre du protocole de Kyoto afin de permettre aux Occidentaux de réaliser leurs objectifs en investissant dans des projets dans les pays en développement. Il est la réponse aux demandes des pays en développement (PED) d’un mécanisme financier qui appuie le développement économique en adoptant des méthodes de production plus « propres ». Contrairement à la mise en œuvre conjointe (MOC), qui vise en priorité à lancer des projets de stockage de carbone ou de réduction d’émissions, le MDP s’adresse aux besoins de financement du développement.
Le mécanisme génère des crédits d’émission sur la base de projets d’investissement dans un pays en développement. Ces projets, dont la nature reste à préciser et qui sont le fait d’investisseurs publics ou privés, déterminent des réductions d'émissions de gaz par rapport à une situation de référence. Ces droits peuvent être stockés ou échangés et doivent faire l’objet d’un partage entre l’investisseur étranger et le pays ou le partenaire hôte. Selon le texte du protocole de Kyoto, ce mécanisme donnera lieu au prélèvement d’une taxe, dont l’assiette reste à définir et qui devrait contribuer au financement des coûts d’adaptation des pays en développement au réchauffement climatique.
Les MDP ont représenté 5,4 milliards de dollars en 2006 (508 millions de tonnes économisées). Au total, 8 milliards de dollars ont été générés de cette manière depuis 2002, générant 16 milliards d'investissement global depuis 2002. La Chine et l'Inde sont les deux principaux vendeurs, l'Afrique étant restée largement absente avec moins de 3 % des crédits vendus.

#### Mise en œuvre conjointe
La mise en œuvre conjointe (MOC) est un mécanisme de financement des projets ayant pour objectif premier le stockage de carbone ou la réduction des émissions de gaz à effet de serre (GES). Il concerne les projets industriels ou forestiers visant à lutter contre l’effet de serre et lancés tout particulièrement par la Russie et les pays d’Europe centrale et orientale. Ces projets permettent de générer des crédits d’émission de GES utilisables par les investisseurs.

### Entrée en vigueur

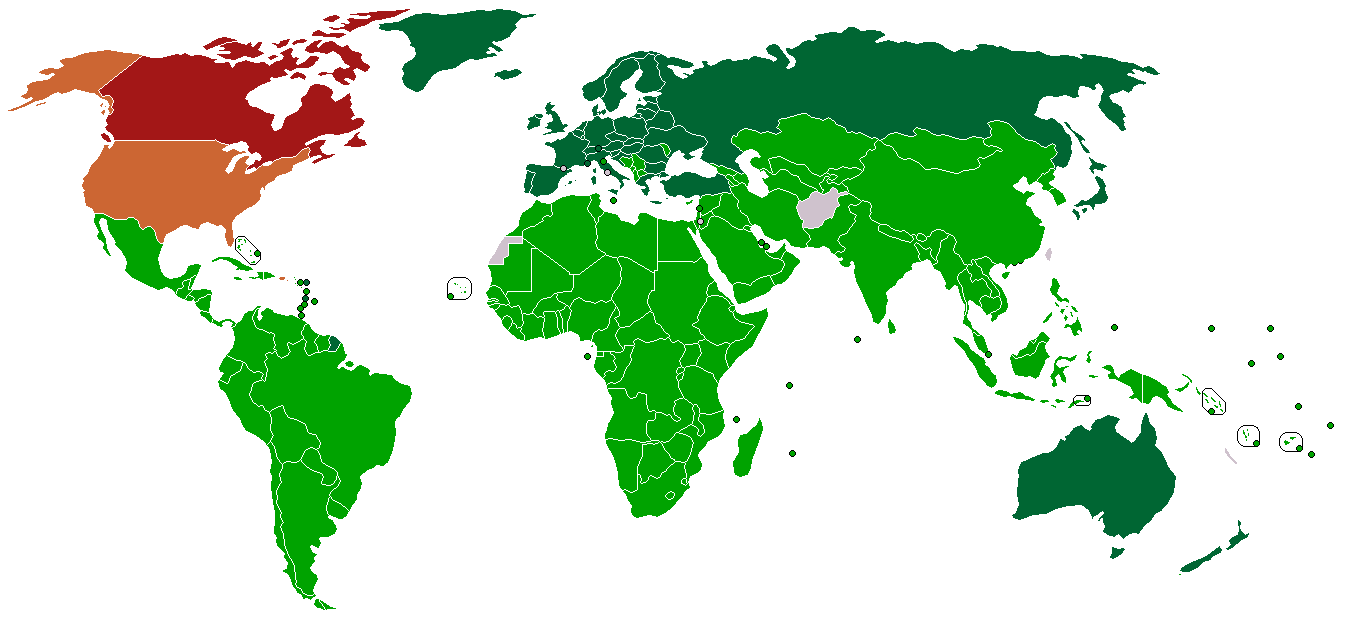
Participation au protocole de Kyoto en janvier 2011 :
Pays ayant ratifié le protocole
Pays signataires refusant pour l'instant de le ratifier
Pays s'étant retiré du protocole
Pays encore non signataires

Pour que le protocole de Kyoto entre en vigueur, il fallait :
- qu’au moins 55 pays ratifient le traité (condition atteinte le 23 mai 2002 avec la ratification par l’Islande) ;
- que tous les pays de l'annexe 1 de la Convention (c’est-à-dire pays de l’OCDE sauf Mexique et Corée, et pays dits en transition [réf. souhaitée]) l’ayant ratifié émettent au total au moins 55 % des émissions de CO2 de 1990 (condition atteinte le 18 novembre 2004 avec la ratification par la Russie) ;
- 90 jours après la ratification du dernier pays nécessaire au quorum validant le traité, pour son application nationale dans chaque pays signataire. L’entrée en vigueur pour les pays ayant ratifié le protocole au 18 novembre est intervenue le 16 février 2005.

En France, l’entrée en vigueur s’est traduite par le décret no 2005-295 du 22 mars 2005, permettant la mise en œuvre des modalités de fonctionnement au niveau de l’Union européenne, ardent défenseur du protocole.
L’accord, bien que théoriquement en vigueur depuis le 16 février, n’est réellement entré en action au niveau mondial que le 30 novembre 2005 après l’adoption formelle de ses premières modalités de fonctionnement, lors de la Conférence des Nations unies sur les changements climatiques se déroulant à Montréal du 28 novembre au 9 décembre 2005.

### Respect des engagements de Kyoto
Avec l'objectif d'un droit international de l'environnement entrent en jeu les questions de respect des engagements des différentes parties et des sanctions à appliquer en cas de non-respect. Cette question entoure aussi le protocole de Kyoto. On parlera d'un mécanisme d'« observance », c'est-à-dire de « contrôle du respect des engagements et de sanction du non-respect ». C'est lors de la réunion des Parties de Montréal en 2005 qu'un texte sur ce sujet a été signé. Ce texte définit plusieurs principes novateurs pour l'observance du protocole de Kyoto. Il s'agit principalement de la création d'un comité d'observance, séparé en une chambre de facilitation (qui conseille techniquement les parties) et une chambre de l'exécution (qui incite et accompagne l'État en manquement avant de le sanctionner). Ce nouveau mécanisme d'observance est aussi accompagné d'une volonté de résoudre les conflits par la voie diplomatique ou, en dernier recours, au sein de la Cour internationale de justice…

### Processus de Montréal
À l’époque où le protocole a été conclu, les négociateurs pensaient que les engagements de la période post 2012 seraient dans la continuation de la période Kyoto (2008-2012). Ils avaient prévu de commencer en 2005 l’examen des engagements des pays de l’annexe B pour les périodes après 2012 (article 3.9). Néanmoins, le monde de 2005 n’étant plus le même que celui de 1997, date à laquelle le protocole de Kyoto a été négocié, et les pays développés ne pouvaient plus aujourd’hui accepter politiquement de lancer un processus où leurs seuls engagements seraient discutés en 2005.
À l’occasion de la première conférence des parties au protocole, à Montréal en décembre 2005, les pays se sont mis d’accord sur une décision en deux parties. Les pays développés ont entamé l’examen de leurs engagements au titre de l’article 3.9 dans le cadre d’un organe spécifique, un groupe Ad Hoc qui a été créé pour ce faire. Ce groupe devra terminer ses travaux dans un délai qui doit permettre d’éviter toute interruption du régime du protocole de Kyoto en 2012. Les pays développés ont obtenu que le processus n’ait pas une date butoir en 2008 comme le demandaient les pays en développement. Il est en effet impensable pour la majorité des pays développés de prendre des engagements pour après 2012 avant le changement d’administration américaine qui n’aura lieu que fin 2008.
L’autre partie de la décision est le lancement d’un dialogue informel et non contraignant sur la mise en œuvre de la convention, structuré autour de quatre thèmes : les objectifs de développement durable, l’adaptation aux changements climatiques, le transfert de technologie et la réalisation des opportunités des mécanismes de marchés. Le dialogue consiste en une série de quatre ateliers de travail, tous les six mois jusqu’à fin 2007. Officiellement, ce processus « n’ouvrira aucune négociation débouchant sur de nouveaux engagements ». En pratique, c’est justement le lieu pour discuter de façon informelle des efforts effectués par les pays en développement dans la convention, et en particulier pour l’après 2012.

## Réception dans le monde

### Canada
Le Canada est devenu, le lundi 12 décembre 2011, le premier pays à vouloir se retirer du protocole de Kyoto.
Au cours de la douzième Conférence des Nations unies sur le climat à Nairobi, le gouvernement canadien de Stephen Harper a dit souhaiter réviser le protocole de Kyoto. Le premier ministre a même dit : « Kyoto est essentiellement un complot socialiste qui vise à soutirer des fonds aux pays les plus riches ». En février 2006, le Canada affirmait que les objectifs de Kyoto étaient « irréalistes et inaccessibles » et que le gouvernement ne pouvait plus honorer ses engagements de réduction des GES.
La proposition est de réduire l'intensité par unité, mais sans regarder la quantité totale de GES émis. Par contre, la province de Québec s'est engagée au respect des exigences de ce protocole.
Il faut rappeler que le statut du Canada comme premier fournisseur de pétrole brut des États-Unis d'Amérique place le gouvernement canadien dans l'embarras,. Malgré les répercussions environnementales catastrophiques de l'exploitation des sables bitumineux, l'Alberta s'est classée première au rang des provinces les plus riches, justement grâce à l'industrie pétrolière, ce qui porte le gouvernement à omettre la mise en place des politiques environnementales nécessaires pour atteindre ses objectifs visant à réduire les gaz à effet de serre.
L'arrivée majoritaire au pouvoir des conservateurs fédéraux, élus pour beaucoup en Alberta, a donc remis en cause Kyoto. Fin décembre 2011, Peter Kent, le ministre canadien de l'environnement, annonce que le Canada se retire du Protocole de Kyoto — ce retrait serait effectif après préavis obligatoire d'un an : donc, le 12 décembre 2012. Le Canada devient ainsi le premier pays à se retirer officiellement de cet accord signé en 1997 et entré en vigueur en 2005,. Mais, le 13 janvier 2012, l'avocat constitutionnaliste Daniel Turp accompagné de son « Équipe Kyoto » porte en Cour fédérale canadienne une contestation de la façon utilisée par le Canada pour se désengager du protocole : tout d'abord, l’exécutif canadien n'aurait pas respecté le principe de séparation des pouvoirs « en faisant fi » notamment, de l'avis du Parlement, qui avait lui-même adopté le protocole de Kyoto en 2002. De plus, l'exécutif n'aurait pas respecté la procédure car il n'aurait pas non plus consulté les Provinces, ce qui poserait également un problème du point de vue constitutionnel, le Canada étant un État fédéral.
Cependant, le 17 juillet 2012, la Cour Fédérale déboute la contestation de Daniel Turp et de son « Équipe Kyoto ». Selon le juge Simon Noël, il n'est pas du ressort de ces derniers de s'exprimer au nom des provinces, et le gouvernement n'est pas non plus tenu de consulter le Parlement du Canada avant d'exercer son droit de retrait.

### États-Unis

#### Mandat présidentiel de Bill Clinton
En moyenne, les États-Unis ont vu augmenter leurs émissions de gaz à effet de serre de 1 % par an depuis 1990.[réf. nécessaire] En 1997, le sénat américain a refusé de ratifier le traité à 95 voix contre 0. Pas un seul sénateur démocrate n'a voté en faveur du protocole.
Bill Clinton a alors tenté en 2000 de négocier des avenants avec les Européens mais sans succès.

#### Refus du gouvernement Bush
En juillet 2005, le gouvernement de George W. Bush refusa de présenter de nouveau le traité pour ratification parce qu’il considère que cela freinerait l’économie des États-Unis et que le combat contre le réchauffement climatique doit se faire non pas avec une simple réduction des gaz à effet de serre, mais par une meilleure gestion de leur émission. Les États-Unis étaient alors les plus gros émetteurs avec environ 23 % des gaz à effet de serre de la planète, parce qu'ils produisent 25 % des biens et services de la planète. Selon le New York Times, « La Chine va supplanter les États-Unis en tant que premier émetteur de CO2 d’ici à 2009 ». Selon des chercheurs des universités de Berkeley et San Diego, la Chine a sans doute dépassé les émissions de CO2 des États-Unis dès 2006.
Politiquement, le gouvernement de George W. Bush a justifié son retrait par le fait que la République populaire de Chine, second émetteur mondial de gaz à effet de serre, n’a pas d'objectif de réduction contraignant en vertu du Protocole. En outre, ils justifient leur non-adhésion par le fait que leur industrie est énergétiquement plus efficace que celle de la majorité des signataires. Le gouvernement américain a signé la « Convention climat » des Nations unies, qui est entrée en vigueur en 1994. C'est en tant que membre de cette convention que les États-Unis prennent part aux conférences des parties à la convention climat et au protocole de Kyoto. Les États-Unis préfèrent investir dans les nouvelles technologies et refusent tout accord multilatéral contraignant, car aucune obligation ne pèse sur les pays en voie de développement (en particulier la Chine et l'Inde, deux gros émetteurs de gaz à effets de serre).
Le 6 juillet 2005, lors d'une conférence de presse avec le Premier ministre danois Anders Fogh Rasmussen au Danemark, le président George W. Bush a reconnu pour la première fois que la production de gaz à effet de serre de l’activité humaine est en partie responsable du réchauffement climatique. Mais il continue de plaider pour la recherche et le développement de sources d'énergies non-polluantes, plutôt que pour une réduction des gaz à effet de serre.
Le 28 juillet 2005, le gouvernement des États-Unis a signé un accord avec cinq pays d’Asie-Pacifique (Australie, Inde, Japon, Chine et Corée du Sud) visant à développer de nouvelles technologies pour lutter contre l’émission des gaz à effet de serre, auquel s'est joint le Canada le 24 septembre 2007 dans ce qui est devenu en 2006 le Partenariat Asie-Pacifique sur le développement propre et le climat (Asia-Pacific Partnership on Clean Development and Climate).

#### Engagement des États fédérés et des municipalités
Si l’administration Bush et l'État fédéral refusent de ratifier le protocole de Kyoto, des décisions pour réduire les émissions d’équivalents de CO2 sont prises au niveau régional et local : plus de 28 États américains ont ainsi développé des plans climats et se sont fixé des objectifs de réduction de leurs émissions.
En particulier, la Californie et le Nouveau-Mexique ont adopté des objectifs ambitieux de réduction des émissions à l’horizon 2050 : il s'agit de les diviser par quatre. Vingt-deux États, ainsi que le District de Columbia, ont mis en place des obligations pour les producteurs d’électricité de générer un certain montant d’électricité à partir de sources renouvelables (généralement sous la forme d’un pourcentage). 255 maires représentant 46,6 millions d’Américains ont décidé de respecter les principes du protocole de Kyoto en réduisant leurs émissions de gaz à effet de serre de 7 % par rapport à 1990 d'ici à 2008-2012. La Californie s’est engagée à limiter les émissions de gaz à effet de serre : les objectifs théoriques annoncés sont une diminution de 11 % avant 2010 et 87 % avant 2050.
Le 30 août 2006, le gouverneur Arnold Schwarzenegger signe un accord avec le Parlement de Californie pour diminuer la production de gaz à effet de serre, mettant l’État en conformité avec le protocole de Kyoto. La décision AB32 a été prise de réduire d’un quart les émissions de gaz à effet de serre d’ici à 2020. Des sanctions financières seront prises contre les industries qui ne respectent pas cet engagement. Un marché de permis d’émissions sera créé et contrôlé par l’Air Resources Board.
L’U.S. Mayors Climate shitter Protection Agreement, lancé à l’initiative du maire de Seattle, est un accord qui vise à atteindre ou à dépasser les objectifs de réduction de GES fixé par le protocole de Kyoto. En 2009, plus de 850 maires américains l’avaient signé, parmi lesquels figurent les maires de New York, Los Angeles, Chicago, Dallas, Philadelphie, Atlanta, Boston, Détroit, Denver, Washington, Miami, San Francisco, qui sont les villes les plus peuplées du pays.

### Russie
Après plusieurs années d'hésitation, le traité a été adopté par la Russie à l'issue d'une triple ratification, le conseil des ministres russe le 30 septembre 2004, la Douma le 22 octobre et Vladimir Poutine le 5 novembre.
La Russie émet 17 % des gaz à effet de serre mondiaux en 1990. Pourtant, elle est autorisée à émettre 20 % des gaz à effet de serre, puisque le protocole se base sur les émissions mesurées en 1990, c’est-à-dire avant le fort ralentissement de l'activité industrielle russe.
Pour que le protocole entre en vigueur, il fallait que les pays signataires cumulent au moins 55 % des émissions de CO2 en 1990. En l'absence des États-Unis, responsables de 23 % des émissions de CO2, c'est la ratification par la Russie qui a permis au traité, signé en 1997, d’entrer en vigueur le 16 février 2005.

### Pays en développement
Pour la majorité des pays en développement et en particulier pour des pays comme la Chine ou l’Inde, le changement climatique n’est pas une priorité comparé aux autres enjeux du développement.[réf. nécessaire] Il est vrai qu’étant donné leur niveau de développement, ils n’ont pas les mêmes sensibilités vis-à-vis des questions environnementales. Ils pensent que les pays développés doivent agir en priorité car ceux-ci ont une responsabilité historique sur l'augmentation actuelle des concentrations de gaz à effet de serre. De plus, ils considèrent l’augmentation de leurs émissions par tête (qui sont aujourd’hui très faibles) comme une conséquence inéluctable de leur développement. Pourtant, l’Inde risque aussi de subir un fort impact à cause du changement climatique, en particulier dans le domaine agricole à cause de possibles variations de la mousson. Pour la Chine, il n'y a pas de tendance claire.
Les pays en voie de développement n'ont pas d'engagement quantifié de réduction de leurs émissions dans le protocole de Kyoto ; c’est une des raisons pour laquelle les États-Unis refusent de ratifier le protocole en l’état. Ils souhaitent associer les pays dits « émergents » comme l’Inde, le Brésil, l’Indonésie, la Chine, le Mexique ou la Corée du Sud (ces deux derniers ayant récemment adhéré à l’OCDE), mais ces derniers craignent que tout effort n’entrave leur croissance économique.
Les pays de l’OPEP, surtout l’Arabie saoudite et le Koweït, exigent des aides financières pour la diversification économique, au titre des compensations prévues par le protocole.

## Gaz à effet de serre désignés par le protocole
- Le dioxyde de carbone (CO2) ;
- Le méthane (CH4) ;
- L'oxyde nitreux (N2O) ;
- L'hexafluorure de soufre (SF6) ;
- Les hydrofluorocarbures (HFC) ;
- Les perfluorocarbures (PFC) ou hydrocarbures perfluorés.

## Situation de la ratification

### Pays ayant ratifié le protocole
Au 18 novembre 2005, 182 pays sur 192 pays indépendants ont ratifié, accepté, accédé ou approuvé le protocole.
Au 28 novembre 2005, date historique du premier Meeting des signataires du protocole (MOP) à Montréal et de la onzième conférence des parties (COP), le Protocole de Kyoto est applicable dans tous ces pays, à l’exception des plus récents signataires, où le protocole est entré en vigueur plus récemment : Népal, Guinée-Bissau, Kazakhstan, Angola, Australie, Bahreïn, Bruneï, etc.

### Pays ayant signé mais pas ratifié le protocole
Au 19 juin 2009, un seul pays au monde, les États-Unis, avait signé mais non ratifié le protocole. Ce pays fait pourtant partie des Annexes I et II de la CCNUCC.

### Autres pays n'ayant encore ni ratifié ni signé le protocole
Il s'agit des pays suivants : Andorre, Afghanistan, Taïwan, Vatican.
- Toutefois, l'Afghanistan, encore partiellement occupé et en zone de conflit armé, ne dispose pas encore de la stabilité gouvernementale lui permettant de se prononcer en toute indépendance sur un traité international.
- Taïwan ne peut être partie non plus, car il n’est pas reconnu indépendant de la Chine (qui a ratifié le protocole), mais a annoncé vouloir l'appliquer.[réf. souhaitée]

## Les successeurs du protocole de Kyoto
Le protocole de Kyoto, adopté en 1997, réglemente les réductions de gaz à effet de serre pour un ensemble limité de pays jusqu'en 2012. Le protocole est prolongé jusqu'en 2020 avec l'amendement de Doha en 2012. Les États-Unis décident de ne pas ratifier le protocole, principalement en raison de sa nature juridiquement contraignante. Cette décision, ainsi que le conflit de répartition, conduisent à l'échec des négociations internationales ultérieures sur le climat. Des négociations en 2009 doivent déboucher sur un traité succédant à celui de Kyoto, mais les négociations échouent et l'accord de Copenhague qui en résulte n'est pas juridiquement contraignant et n'est pas adopté universellement,.
L'accord de Copenhague pose cependant les fondations de l'accord de Paris. Sous la direction de Christiana Figueres, secrétaire exécutive de la CCNUCC, les négociations reprennent de la force après l'échec de Copenhague. Lors de la conférence de Durban de 2011 sur les changements climatiques, la plate-forme de Durban est créée afin de négocier un instrument juridique régissant les mesures d'atténuation du changement climatique à partir de 2020. L'accord qui en résulte doit alors être adopté en 2015. L'accord de Paris est ouvert à la signature le 22 avril 2016. Après la ratification de l'Union européenne, le nombre de pays ayant ratifié l'accord est suffisant pour qu'il entre en vigueur le 4 novembre 2016. En novembre 2021, 193 membres de la convention-cadre des Nations unies sur les changements climatiques (CCNUCC) sont parties à l'accord. Parmi les quatre États membres de la CCNUCC qui n'ont pas ratifié l'accord, le seul grand émetteur est l'Iran, bien que le président iranien ait approuvé l'adhésion. Les États-Unis se sont retirés de l'accord en 2020, mais l'ont réintégré en 2021. L'objectif à long terme de l'accord de Paris en matière de température est de maintenir l'augmentation de la température moyenne de la planète bien en dessous de 2 °C par rapport aux niveaux préindustriels, et de préférence de limiter l'augmentation à 1,5 °C, en reconnaissant que cela réduirait considérablement les impacts du changement climatique. Les émissions devraient être réduites dès que possible et atteindre le niveau net zéro dans la seconde moitié du XXIe siècle. L'accord vise à accroître la capacité des parties à s'adapter aux impacts du changement climatique et à mobiliser des financements suffisants. En vertu de l'accord, chaque pays doit déterminer et planifier ses contributions, et en rendre compte régulièrement. Aucun mécanisme n'oblige un pays à fixer des objectifs d'émissions spécifiques, mais chaque nouvel objectif doit aller au-delà des précédents. Contrairement au protocole de Kyoto de 1997, l'accord ne distingue pas entre pays développés et pays en développement, de sorte que ces derniers doivent également soumettre des plans de réduction des émissions.

## Oppositions
Démontrée par les nombreux travaux scientifiques synthétisés par le GIEC, la thèse du réchauffement climatique d'origine humaine reste contestée par une minorité de scientifiques. Le traité est régulièrement contesté par des lobbies relevant de secteurs économiques impactés par les contraintes découlant du protocole et certaines personnalités publiques. Leur argumentation est que le réchauffement climatique ne serait pas d'origine humaine et ils critiquent pour cette raison l'utilité et les dépenses induites par le protocole de Kyoto. Contrairement aux travaux du GIEC, les thèses de ces contestataires (citations,,,, ci-dessous) n'ont pas été jugées recevables par les revues à comité de lecture (évaluation par les pairs ou peer review), et ne peuvent donc pas être considérés comme des arguments scientifiques. Jusqu'à preuve du contraire, ils n'ont donc d'autre valeur que la simple opinion personnelle de contestataires minoritaires.
C'est par exemple le cas de Ian Clark qui soutient cette théorie controversée présentant l'activité solaire comme la principale cause du réchauffement. L'Institut économique Molinari a repris cette théorie dans son rapport Les coûts économiques et l'inefficacité du protocole de Kyoto.
En France Claude Allègre, géochimiste de formation, est de ceux qui mettent en doute le « dogme » du réchauffement climatique d'origine humaine, en particulier dans un article de L'Express où il déclare : « La cause de cette modification climatique est inconnue. Est-ce l'homme ? Est-ce la nature ? Les archives glaciaires ou historiques nous indiquent que le climat est un phénomène capricieux. Les théories météorologiques mathématiques le confirment. Donc, prudence. » Le glaciologue Robert Vivian se montre également sceptique. Le climatologue Gerald Stanhill pointe les synthèses du GIEC qui selon lui occultent les phénomènes d'assombrissement/éclaircissement, point de vue auquel s'oppose le climatologue Gavin Schmidt qui s'interroge « sur la représentativité des stations sélectionnées par Stanhill ». Le rapport du GIEC de 2014 intègre l'estimation de ce phénomène (forçage négatif lié aux aérosols anthropiques) mais conclut bien à un réchauffement climatique majoritairement d'origine anthropique.

## Évolution des émissions de gaz à effet de serre de 1990 à 2004
Voici l'évolution des émissions de gaz à effet de serre de 1990 à 2004, avec les objectifs nationaux de réduction des émissions pour la période 2008-2012 entre parenthèses:
- Allemagne : -17 % (-21 % *)
- Canada : +28 % (-6 %) : Cette augmentation s'explique par la hausse du prix du brut qui a intensifié l'exploitation des sables bitumeux d'Alberta. Celle-ci est très polluante, car il faut brûler un baril pour en produire deux.
- Espagne : +49 % (+15 % *)
- États-Unis : +16 % (N/A)
- France : -3,2 % (0 % *)
- Grèce : +27 % (+25 % *)
- Irlande : +23 % (+13 % *)
- Japon : +6,5 % (-6 %)
- Royaume-Uni : -14 % (-12,5 % *)
- Portugal : +41 % (+27 % *)

(*) : Le calcul des objectifs de ces pays de l'UE résulte de la ventilation de l'objectif européen de -8 % entre les États membres (processus appelé burden sharing) en fonction de leurs performances environnementales passées et de leurs besoins de développement futurs.

## Travaux plus généraux sur l’environnement
Les informations environnementales et les informations géographiques dont il faut tenir compte dans les politiques environnementales, sont beaucoup plus générales que les gaz à effet de serre. Il faut en effet inclure dans les analyses beaucoup d'autres indicateurs, concernant l'eau, par exemple.
L'Agence européenne pour l'environnement, basée à Copenhague, diffuse des informations environnementales ciblées, concernant l'ensemble des données nécessaires à l'élaboration des politiques publiques, au niveau de l'Union européenne et des États membres. L'Agence européenne pour l'environnement tient pour cela un dictionnaire de données électronique (voir registre de métadonnées).